# Antoine Senard (Leichtathlet)
Antoine Senard (* 2. Februar 2000 in Lüttich, Belgien) ist ein französischer Leichtathlet, der im Mittel- und Langstreckenlauf antritt. 2023 wurde er mit der französischen Mixed-Staffel Europameisterin im Crosslauf.

## Sportliche Laufbahn
Erste internationale Erfahrungen sammelte Antoine Senard bei den Crosslauf-Europameisterschaften 2017 in Šamorín, bei denen er nach 19:29 min auf den 33. Platz im U20-Rennen gelangte. Bei den Crosslauf-Europameisterschaften 2021 in Dublin belegte er in 24:28 min den siebten Platz im U23-Rennen und sicherte sich in der Teamwertung die Bronzemedaille. Im Jahr darauf wurde er bei den Crosslauf-Europameisterschaften 2022 in Turin nach 24:10 min erneut Siebter im U23-Rennen und gewann zudem die Silbermedaille in der Teamwertung. 2023 siegte er in 19:44 min gemeinsam mit Bérénice Cleyet-Merle, Sarah Madeleine und Alexis Miellet in der Mixed-Staffel bei den Crosslauf-Europameisterschaften in Brüssel. Bei den Crosslauf-Europameisterschaften 2024 in Antalya sicherte er sich in 18:02 min gemeinsam mit Émilie Girard, Agathe Guillemot und Simon Bédard die Silbermedaille hinter dem italienischen Team.

## Persönliche Bestleistungen
- 1500 Meter: 3:36,07 min, 20. Juli 2024 in Ninove
- 3000 Meter: 7:40,18 min, 27. Juli 2024 in Löwen
- 5000 Meter: 13:54,86 min, 27. Mai 2023 in Oordegem